# Emilio De Fabris

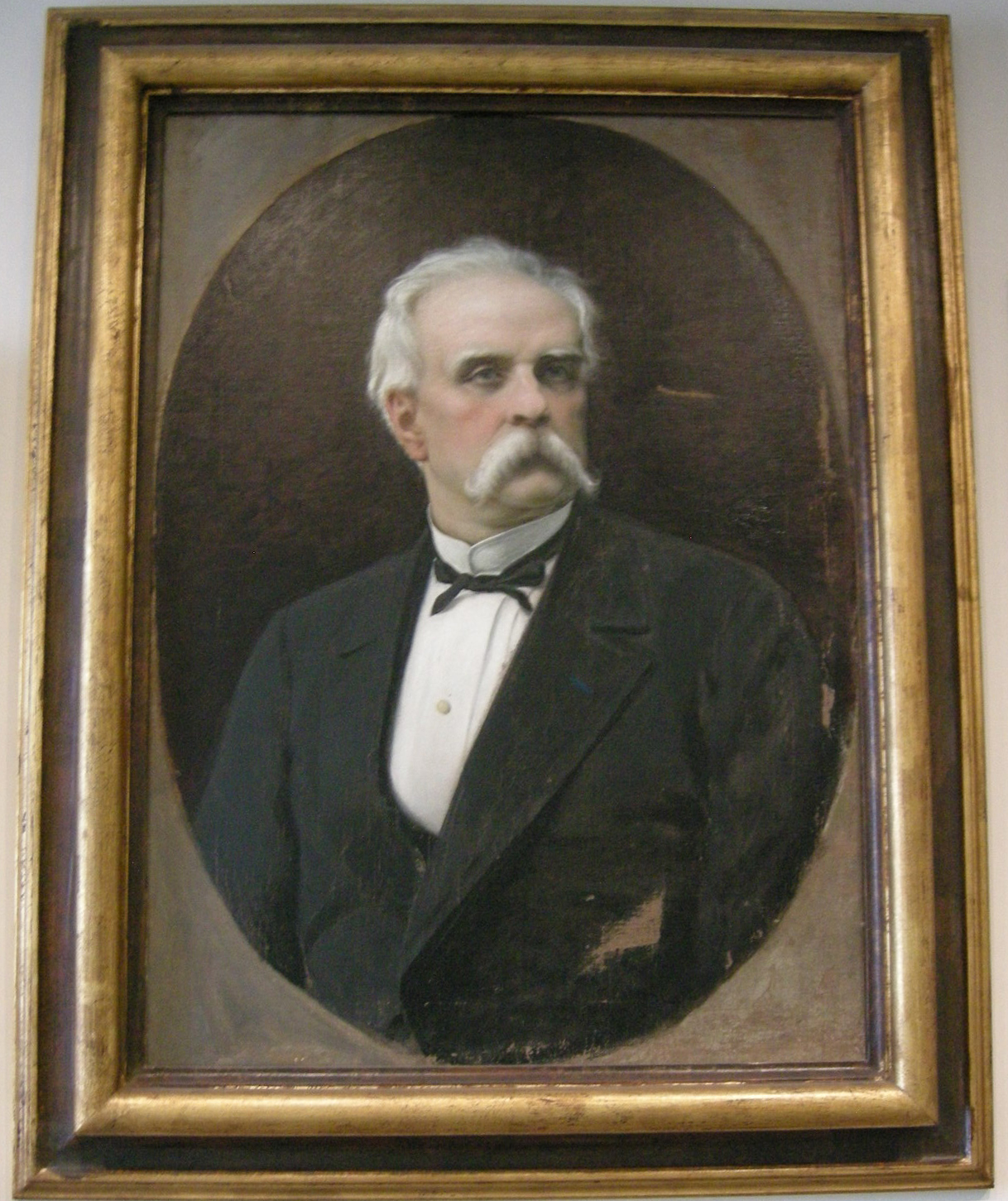
Egisto Sarri, Ritratto di Emilio De Fabris, Museo dell'Opera del Duomo (Firenze)

Emilio De Fabris o De Fabbris (Firenze, 27 ottobre 1807 – Firenze, 28 giugno 1883) è stato un architetto italiano.

## Biografia
Si formò all'Accademia di Belle Arti specializzandosi a Roma, dove divenne amico dell'archeologo Antonio Nibby, e poi a Venezia, dove conobbe lo storico e critico d'arte Pietro Selvatico Estense. Nel 1857-1860 progettò il Palazzo della Borsa di Firenze assieme a Michelangelo Maiorfi.
Fu professore nell'Accademia fiorentina e architetto dell'Opera di Santa Croce.
A lui si deve il progetto del santuario della Madonna del Transito a Canoscio (Perugia), i cui lavori iniziarono nel 1855 e terminarono nel 1878.
Nel 1867 vinse il concorso per la realizzazione della facciata di Santa Maria del Fiore, che fu messa in opera tra il 1880 e il 1887. In realtà il progetto definitivo fu interessato da numerose varianti e ripensamenti, scaturiti essenzialmente dalle indicazioni della commissione giudicatrice e dai suggerimenti dello stesso Selvatico; il risultato finale fu un'opera senza dubbio monumentale, ma compromessa da troppi pareri, correzioni e molteplici desideri. Infatti, la facciata, come molte realizzazioni dell'eclettico XIX secolo, pecca un po' in eccesso zelo, con una sovrabbondanza di decorazioni rispetto al corpo basilicale ed agli altri edifici di piazza del Duomo, integrandosi con fatica nel complesso della cattedrale fiorentina. Il De Fabris comunque non vide mai l'opera completa, perché morì prima del termine dei lavori, che furono proseguiti da Luigi Del Moro. All'inizio della navata sinistra della cattedrale si può ammirare un suo ritratto, opera dello scultore Vincenzo Consani; si tratta di un busto clipeato in marmo.
Sua è anche la galleria (1882) che nel Museo dell'Accademia fa da cornice al David di Michelangelo, la risistemazione della parte finale del Salone dei Cinquecento verso la cosiddetta "Udienza" (1874) e gli ampliamenti della paggeria del Parco di Pratolino per i Demidoff, nella quale ricreò una vera e propria villa essendo l'antica villa del Buontalenti stata demolita nel 1820. Lavorò anche a Palazzo Giugni (1871).
Fra il 1859 ed il 1861, lavorò inoltre ad un progetto per la costruzione della barriera dell'Arno alle Cascine che però non fu mai realizzata.
Fuori Firenze progettò il palazzo Comunale di Pian di Scò che venne eretto nel 1873, e il Cimitero monumentale di Città di Castello.
Morì a Firenze nella sua abitazione di via Ghibellina e, su richiesta del Sindaco, fu tumulato al cimitero della Ven. Arciconfraternita della Misericordia di Firenze, il Camposanti dei "Pinti".
Il fondo De Fabris si trova presso la Biblioteca dell'Accademia fiorentina delle Arti e del Disegno.

## Immagini di alcune opere del De Fabris

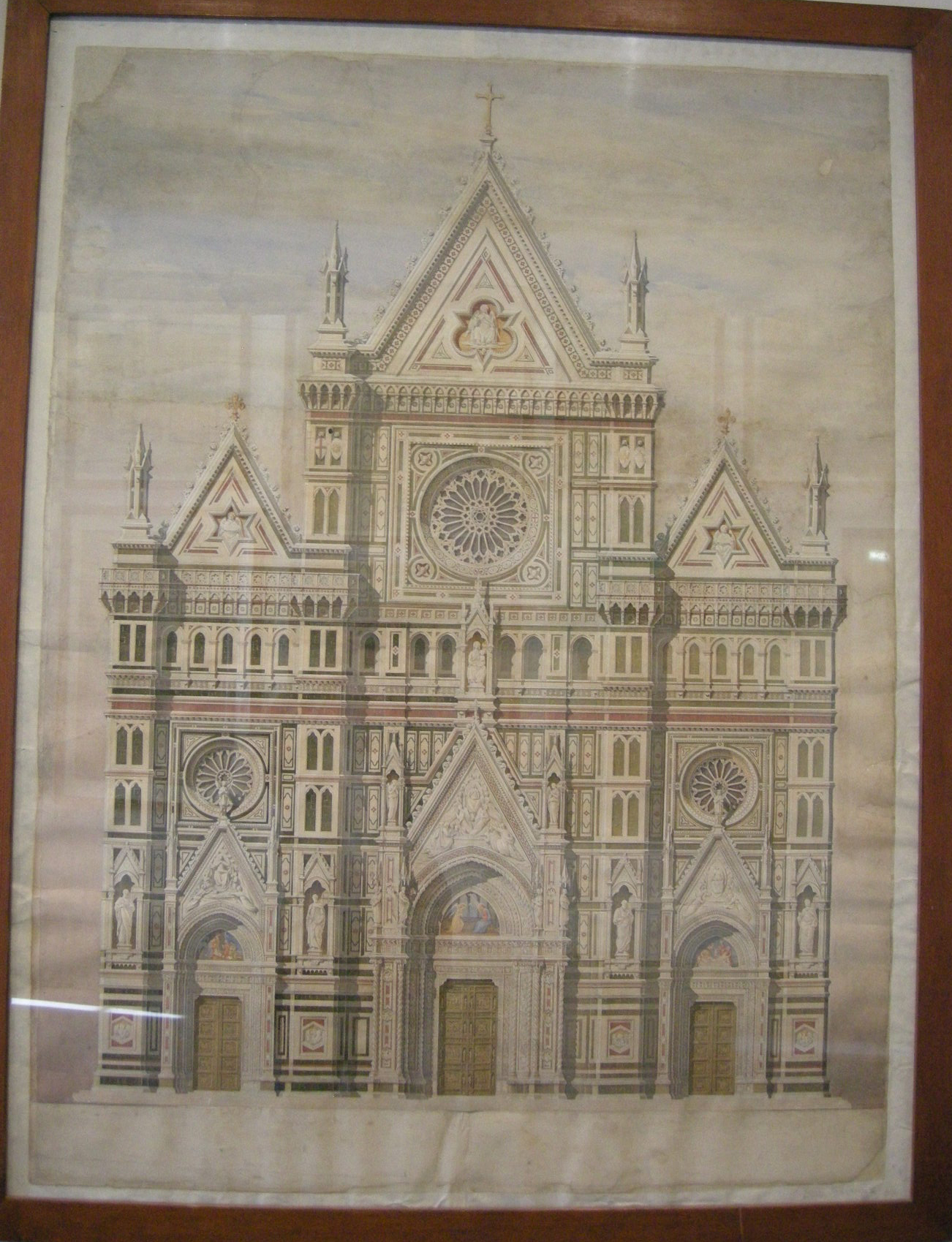
Primo progetto per Santa Maria del Fiore
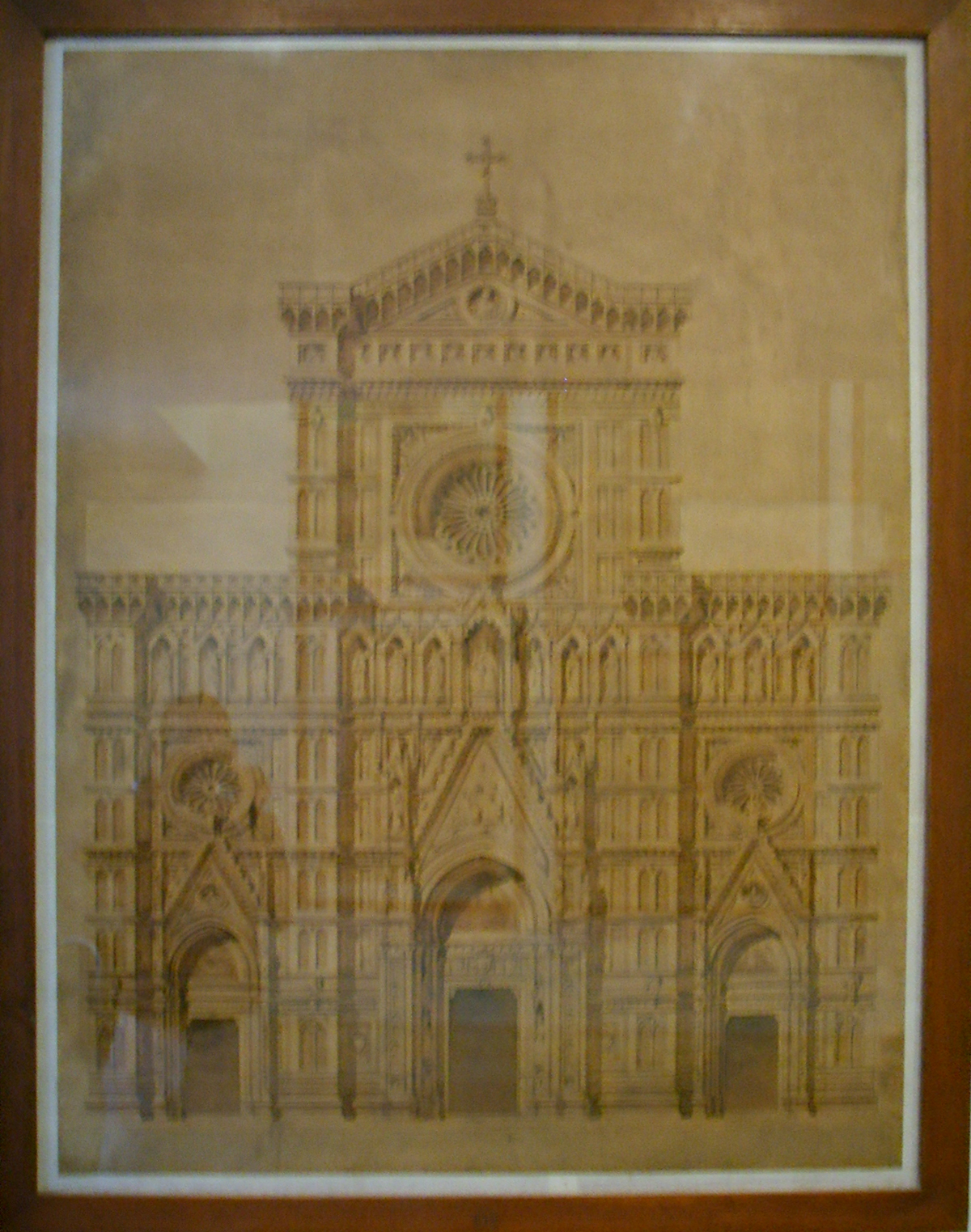
Secondo progetto per Santa Maria del Fiore
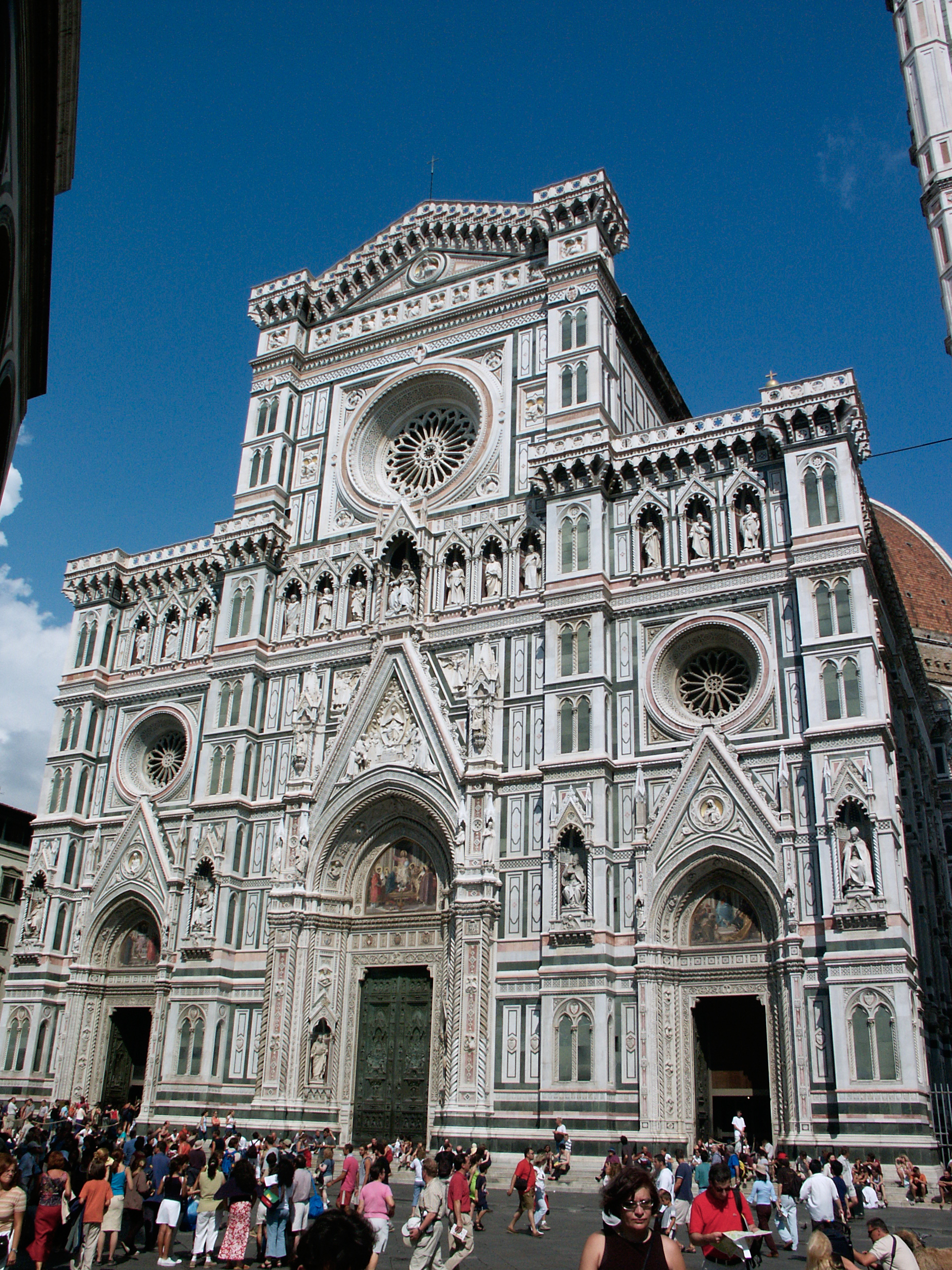
La facciata di Santa Maria del Fiore